# Aleksandar Jordanov (voetballer, 1975)
Aleksandar Aleksandrov Jordanov (Bulgaars: Александър Александров Йорданов) (Plovdiv, 19 januari 1975) is een Bulgaars voetballer die speelt bij Levski Sofia.

## Teams
- Levski Sofia
- Kocaelispor
- Istanbulspor
- Kayserispor
- Konyaspor
- Ankaragücü
- Tsjerno More Varna